# Ланча А112
Ланча А112 е градски автомобил произвеждан в малка серия от Ланча, по лиценз на друг италиански производител – Аутобианки.

## История
Автомобилът е създаден по проект на производителите британския – Морис и италианските Фиат, Аутобианки и по-късно Ланча.
Проектът на автомобилът е стартирал в края 1967 година. За италианския вариант, за разработката се използва платформата на британския Морис и Фиат 128. За Ланча А112 поставя началото на автомобилите супермини на марката.

## Представяне
Автомобилът е представен на автомобилното изложение в Торино през 1969 година. От специалистите в бранша Аутобианки А112 е определян като по-луксозна е алтернатива на Фиат 128.

## Ланча А112
Ланча произвежда автомобила от шестата му серия. Освнен това моделът има и версия Абарт.